# Zárubní zeď

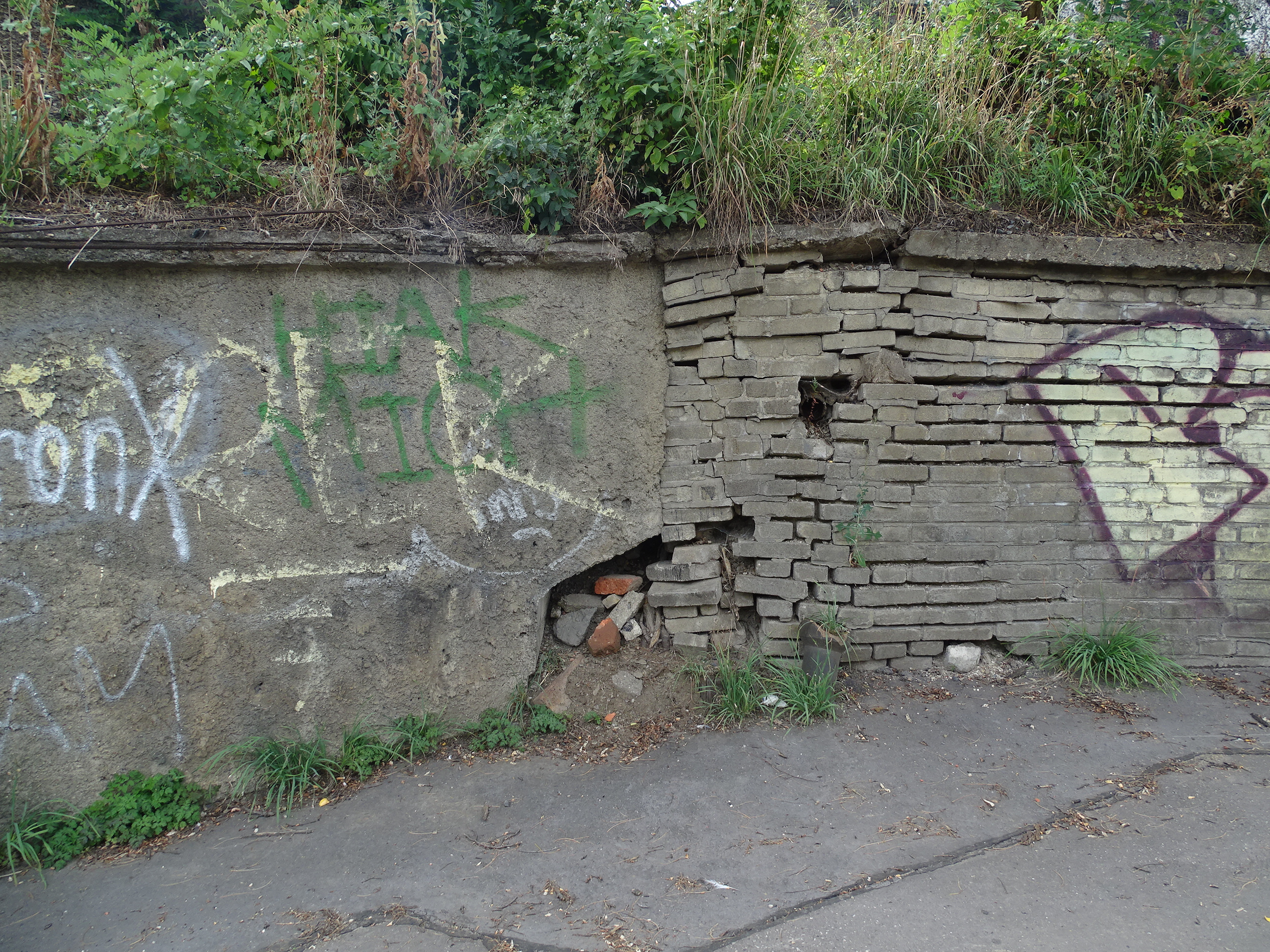
Rozpadající se zárubní zeď v Praze-Strašnicích v zahloubení Průběžné ulice před podjezdem železničních tratí, stav v roce 2019 před přestavbou celé lokality

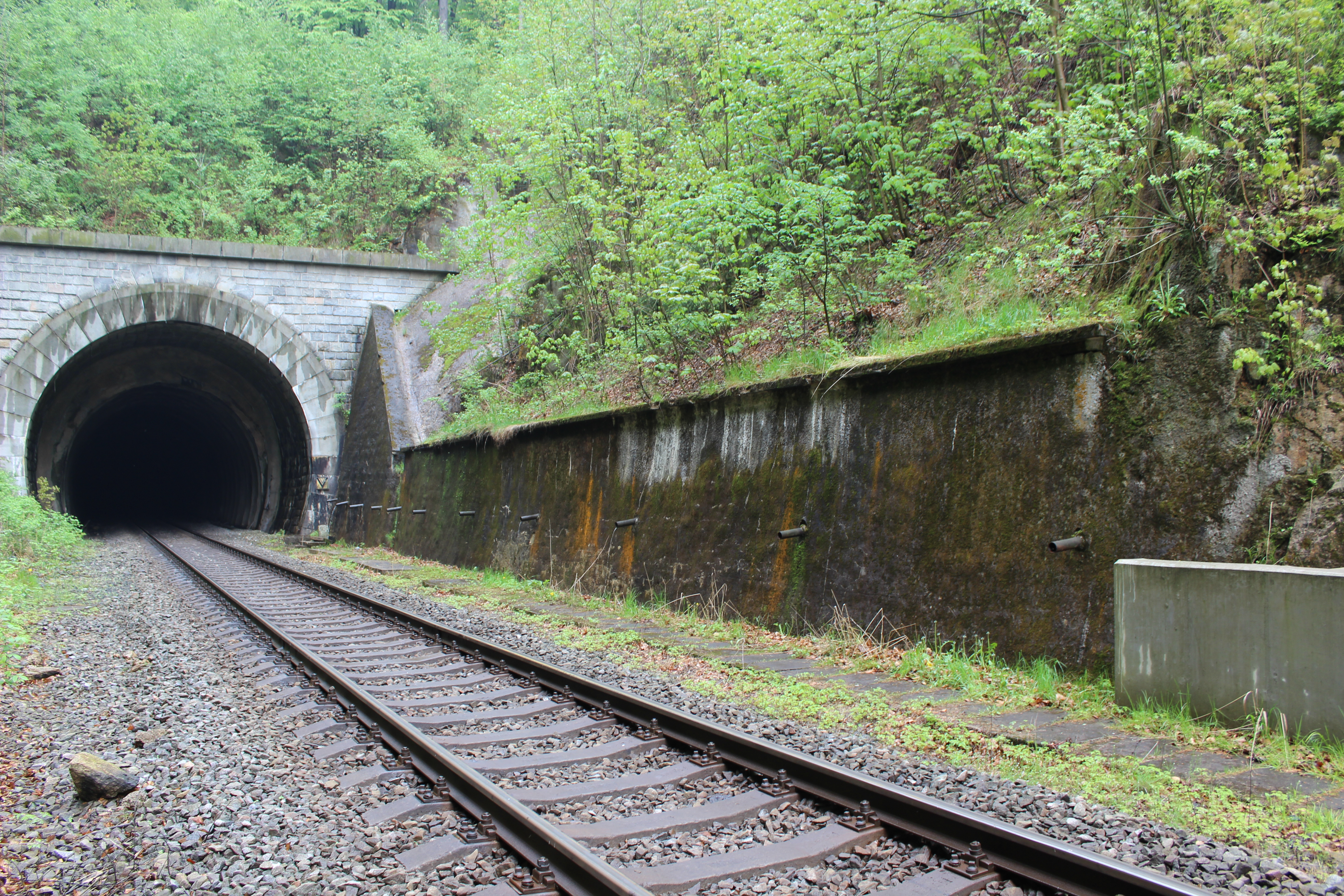
Zárubní zeď před vjezdem do Mníšeckého tunelu u Liberce

Zárubní zeď je zeď, která tvoří postranní omezení dopravní komunikace v zářezu nebo jiného terasovitého zářezu, nahrazuje zářezový svah a zachycuje šikmé a vodorovné tlaky od zeminy. Vodorovné tlaky jsou zachyceny kotvou. Uplatnění může najít například na dopravních komunikacích (silnicích, železnicích) vedených v zářezu nebo odřezu, ale také u staveb vodohospodářských, obranných a všude tam, kde vzniká potřeba vytvářet ploché terasy ve svažitém terénu nebo vyvýšené plochy v zaplaveném nebo zaplavovaném území či k překonání terénních nerovností. Mohou být vytvářeny různými technologiemi a z různých materiálů, například kamenné, cihelné, betonové či železobetonové. Zpravidla vyžadují posouzení statickým výpočtem. Od zárubní zdi se liší obkladní zeď, která nemá čelit tlaku masy zeminy, ale chrání spíše jen před drobnějším zvětráváním nebo má funkci jen estetickou.
Ve vztahu k výše položené komunikaci či ploše může zárubní zeď plnit zároveň funkci zdi opěrné.